# Instituut voor Kernfysisch Onderzoek
Het Instituut voor Kernfysisch Onderzoek, bekend onder de afkorting IKO, was een wetenschappelijk instituut voor nucleair onderzoek in Nederland. Het IKO werd opgericht in 1946, was gevestigd in Amsterdam en is opgegaan in het NIKHEF. Het was de eerste wetenschappelijke instelling in het deel van de Watergraafsmeerpolder in Amsterdam-Oost dat in het begin van de 21e eeuw bekend staat als Science Park Amsterdam. Sinds 1998 bestaan er geen gebouwen meer van het IKO en is ook de sectie K van het Nikhef waarin het IKO voortleefde opgeheven.
Het Instituut voor Kernfysisch Onderzoek werd in 1946 opgericht door de Stichting voor Fundamenteel Onderzoek der Materie (FOM), de gemeente Amsterdam en het electronica-bedrijf Philips.
Het IKO werd gevestigd in de Watergraafsmeer, bij de Molukkenstraat, en kreeg een eigen lineaire deeltjesversneller.
Vanaf 1975 ging het Instituut voor Kernfysisch Onderzoek in verschillende stappen op in het Nationaal Instituut voor Kernfysica en Hoge-Energiefysica (NIKHEF). Dit instituut werd formeel in 1975 opgericht door Stichting FOM, de Universiteit van Amsterdam (UvA), de Vrije Universiteit (Amsterdam) (VU) en de (toen nog) Katholieke Universiteit Nijmegen. Het NIKHEF was aanvankelijk een samenwerkingsverband en niet een echte organisatie, het bestond uit twee zeer verschillende afdelingen:
- de sectie K/Kernfysica voor nucleair onderzoek, het IKO, plus een kleine afdeling van de VU, waarbij het IKO een sinds 1946 bestaande eenheid was met een eigen experimentele opstelling (versneller),
- de sectie H/Hoge Energie Fysica (HEF), voor experimenteel onderzoek naar elementaire deeltjes, bestaande uit medewerkers van FOM, UvA, KUN en VU, aanvankelijk nog werkzaam op verschillende plekken in Amsterdam en Nijmegen maar, wegens kosten etc., zonder eigen versneller.

Vanaf 1978 werd de situatie anders: De verspreide medewerkers van de sectie H werden, nabij het IKO, samengebracht in een nieuw gebouw aan de Kruislaan. Daar werd ook de nieuw opgerichte directie van het NIKHEF gevestigd. Daarna werden de oude, niet meer geschikte, IKO-gebouwen bij de Molukkenstraat verlaten (vervolgens gesloopt) en de sectie K vestigde zich ook aan de Kruislaan.
In verband met veranderde wetenschappelijke en politieke prioriteiten en daardoor minder financiële ruimte, kreeg de sectie K geleidelijk minder mogelijkheden. Het Nationaal Instituut voor Kernfysica en Hoge-Energiefysica (dat werd afgekort als NIKHEF, met 6 hoofdletters) werd het Nikhef (alleen N als hoofdletter), met slechts als "ondertitel" Nationaal instituut voor subatomaire fysica.
In 1998 werd besloten de verouderde deeltjesversneller te slopen en in verband daarmee werd de sectie K van het NIKHEF opgeheven.
Daarmee is per 1998 het laatste herkenbare fysieke overblijfsel, de deeltjesversneller, en de organisatievorm verdwenen.